# Afon Seiont
Afon Seiont är ett vattendrag i Storbritannien.   Det ligger i riksdelen Wales, i den sydvästra delen av landet, 300 km nordväst om huvudstaden London.